# Episodi di Van Helsing (quarta stagione)
La quarta stagione della serie televisiva Van Helsing è stata trasmessa in prima visione assoluta negli Stati Uniti d'America da Syfy dal 27 settembre al 20 dicembre 2019.
In Italia, la stagione è stata pubblicata da Netflix l'8 febbraio 2020.
| nº | Titolo originale | Titolo italiano    | Prima TV USA      | Pubblicazione Italia |
| -- | ---------------- | ------------------ | ----------------- | -------------------- |
| 1  | Dark Destiny     | Destino oscuro     | 27 settembre 2019 | 8 febbraio 2020      |
| 2  | Dark Ties        | Legami oscuri      | 4 ottobre 2019    | 8 febbraio 2020      |
| 3  | Love Less        | Meno amore         | 11 ottobre 2019   | 8 febbraio 2020      |
| 4  | Broken Promises  | Promesse infrante  | 18 ottobre 2019   | 8 febbraio 2020      |
| 5  | Liberty or Death | Libertà o morte    | 25 ottobre 2019   | 8 febbraio 2020      |
| 6  | Miles And Miles  | Miglia e miglia    | 1 novembre 2019   | 8 febbraio 2020      |
| 7  | Metamorphosis    | Metamorfosi        | 8 novembre 2019   | 8 febbraio 2020      |
| 8  | The Prism        | Il prisma          | 15 novembre 2019  | 8 febbraio 2020      |
| 9  | No 'I' In Team   | Una squadra unita  | 22 novembre 2019  | 8 febbraio 2020      |
| 10 | Together Forever | Insieme per sempre | 29 novembre 2019  | 8 febbraio 2020      |
| 11 | All Apologies    | Solo scuse         | 6 dicembre 2019   | 8 febbraio 2020      |
| 12 | Three Pages      | Tre pagine         | 13 dicembre 2019  | 8 febbraio 2020      |
| 13 | The Beholder     | L'osservatore      | 20 dicembre 2019  | 8 febbraio 2020      |